# Tommy Söderberg
Tommy Söderberg (Estocolmo, 19 de agosto de 1948) es un entrenador y exjugador de fútbol sueco.

## Carrera
Como entrenador, ganó el título de liga sueca con el AIK en 1992. Más tarde entrenó a la selección sub-21 de Suecia, y cuando Tommy Svensson dejó su trabajo como seleccionador nacional en 1998, Söderberg se hizo cargo del proyecto en el seleccionado absoluto, clasificándolo a la Eurocopa del año 2000. Ese mismo año, Lars Lagerbäck fue promovido de asistente a entrenador conjunto junto con Söderberg.
Bajo la dirección del nuevo dúo de entrenadores, Suecia se clasificó para la Copa Mundial de la FIFA 2002 y la Eurocopa 2004. Söderberg decidió dejar su puesto después de la Euro y volver a entrenar al equipo sub-21, que más tarde dirigió junto con Jörgen Lennartsson.